# Guarea ecuadoriensis
Guarea ecuadoriensis är en tvåhjärtbladig växtart som beskrevs av W.A. Palacios. Guarea ecuadoriensis ingår i släktet Guarea och familjen Meliaceae. Inga underarter finns listade i Catalogue of Life.